# Billet de 2000 dongs
 (septembre 2023).
Le contenu est difficilement compréhensible vu les erreurs de traduction, qui sont peut-être dues à l'utilisation d'un logiciel de traduction automatique.
La valeur nominale de 2000 (deux mille) VND (vietnamien : 2000 đồng), monnaie vietnamienne, actuellement en circulation, est la huitième plus grande valeur nominale du système monétaire, émise le 20 octobre 1989 (Le numéro imprimé sur les pièces de monnaie populaires est 1988 comme année de production).

## Informations
Voici les informations
| Dénominations | Taille      | Couleur principale | Description | Description                      | Description    | Libéré |
| Dénominations | Taille      | Couleur principale | Devant      | Arrière                          | Type de papier | Libéré |
| ------------- | ----------- | ------------------ | ----------- | -------------------------------- | -------------- | ------ |
| 2000 ₫        | 134 x 65 mm | Marron foncé       | Hô Chi Minh | Usine de fibres de Nam Dinh      | Coton          | 1988   |
| 2000 ₫        | 134 x 65 mm | Marron foncé       | Hô Chi Minh | Société sidérurgique Thai Nguyen | Coton          | 1987   |

## Voir plus
- Dong (monnaie)
- Argent polymère au Vietnam
- Pièces de métal au Vietnam
- Dong Vietnamien
- Billet de 500 000 dongs
- Billet de 200 000 dongs
- Billet de 100 000 dongs
- Billet de 50 000 dongs
- Billet de 20 000 dongs
- Billet de 10 000 dongs
- Billet de 5000 dongs
- Billet de 1000 dongs
- Billet de 500 dongs
- Billet de 200 dongs
- Billet de 100 dongs
- Billet souvenir de 100 dongs
- Pièce de 200 dongs
- Billet souvenir de 50 dongs

## Référence
1. 1 2  « TIỀN ĐANG LƯU HÀNH, Ngân hàng nhà nước Việt Nam », sbv.gov.vn
2. ↑  « Đi tìm những cô gái "bí ẩn" trên tờ tiền 2000 đồng », Báo VTC